# 輪るピングドラム
『輪るピングドラム』（まわるピングドラム、MAWARU-PENGUINDRUM）は、ブレインズ・ベース制作による日本のテレビアニメ作品。2011年7月から12月まで毎日放送・TBSほかにて放送された。略称は「ピンドラ」や「ピングドラム」。

## 概要
『少女革命ウテナ』を手掛けた幾原邦彦が「家族」をテーマに監督・脚本を担当するオリジナル・アニメ作品である。全24話。原作者「イクニチャウダー」は、幾原を中心とした創作グループ名である。TVQ九州放送以外の地上波放送局では2011年5月より、前番組『Dororonえん魔くん メ〜ラめら』放送終了後に番組宣伝が挿入された後、その枠を引き継ぐ形で放送開始となった。
記号的表現で場面転換に用いられる自動改札機や発車標、それらに加えて無個性なピクトグラムの形で作画されるモブキャラクターが、独特の作風として描き出されている。
1995年に起きた一連の事件を思わせる描写について幾原は現実離れしたファンタジーでまとめてしまうことに違和感を感じて、どのような距離感で描くべきなのか最後まで迷っていた。
また、リンゴとペンギンが、多彩な表現によって様々なシーンで描写されている。作中では、『銀河鉄道の夜』がしばしば引用される。
平成23年度第15回文化庁メディア芸術祭アニメーション部門では、審査委員会推薦作品 / 長編（劇場公開・テレビアニメ・OVA）に選ばれている。
キャッチコピーは「きっと何者にもなれないお前たちに告げる」、「僕の愛も、君の罰も、すべて分け合うんだ」で、「何者にもなれない」はキーワードである「生存戦略」や「デスティニー（運命）」とともに作中キャラクター達によって度々言及されている。
2021年に放送開始から10周年を迎えたことを受けて、劇場アニメの公開や応援クラウドファンディングなど、再度のメディアミックス展開も行われた。このうち劇場アニメについては、2022年に『RE:cycle of the PENGUINDRUM』のタイトルで前・後編で公開された（#劇場アニメを参照）。

## あらすじ
兄弟である高倉冠葉と高倉晶馬の妹の陽毬は、病気によって余命わずかとなっていた。兄弟は妹の願いに応え、自分たちにとって想い出の場所である水族館へと出かけるが、そこで陽毬は倒れ、搬送先の病院で息絶えてしまう。覚悟していたこととは言え、ただ悲嘆に暮れるばかりの兄弟だったが、彼らの目の前で突然、水族館で買ったペンギン型の帽子を被った姿で「生存戦略！」の掛け声と共に陽毬は蘇生した。ペンギン帽子を被っている間に限っては、陽毬は、別人格「プリンセス・オブ・ザ・クリスタル」に変わる状態になっていた。そしてプリンセスは、陽毬を助けたければ、ピングドラムを手に入れろと兄弟に命じる。彼らに添い従う3羽のペンギンを与えられた兄弟は、プリンセスからの指令で女子高校生・荻野目苹果の調査を開始するが、それは過去にも繋がるTSM荻窪線沿線で起きる様々な事件の始まりとなった。
苹果は、姉・桃果が亡くなった日に生まれてきた少女だった。亡き姉としての存在になることを自らに課している苹果は、姉が遺した日記帳である「運命日記」に従って、姉の想い人であった多蕗桂樹と結ばれるためのプロジェクトMを遂行すべく、彼をストーキングしていた。高倉兄弟が陽毬に内緒で調査を進めている間、陽毬が偶然出会った苹果と仲良くなったことで、高倉家と苹果は互いの事情を知り、プロジェクトMへの協力と引き換えに日記を渡す約束を交わし、晶馬と行動を共にすることとなった。しかし、苹果のプロジェクトMは、桂樹と女優・時籠ゆりの婚約で行き詰まったあげく、何者かに日記の半分を奪われてしまう。
さらに、高倉家を守りたいと願う冠葉が家族の存続に必要な大金を調達すべく執っていた独自の行動は、冠葉自身と、弟のマリオのために苹果の日記をも狙う少女・夏芽真砂子と交錯したあげく、苹果は真砂子に人質に取られた晶馬と引き換えに、真砂子に残った日記の半分を差し出してしまうことになった。
そして、日記を失い、プロジェクトMと桃果になることへの執着が消えた苹果は晶馬への想いに気付くが、プリンセスが設けたイリュージョンの場で、桃果の死の原因である16年前の事件は高倉三兄妹の両親である高倉剣山と千江美の所属する組織「ピングフォース（企鵝の会）」が起こしたのだという事実を晶馬から告げられてしまう。その直後にプリンセスは「闇ウサギ」に関する警告を言い残して力尽き、陽毬はまたしても息を引き取ってしまうが、謎の男性・渡瀬眞悧は、冠葉に代償を要求の上で、薬で陽毬を蘇生させると共に現実世界での動きを表面化させ、陽毬に接近する。
実は、苹果から日記の半分を奪取したのは多蕗と結婚した時籠ゆりであった。亡き桃果の幼馴染であり、彼女への思慕を現在も持ち続けているゆりは、桃果を「こちらの世界に取り戻す」ために苹果の日記を手に入れようとしていた。そのため、日記の残りを巡って真砂子とゆりは度々争うこととなった。
苹果は、被害者と加害者の家族の関係であることを理由に、一度は晶馬から交流を拒まれたものの、改めて晶馬を追いかけていくことを告げる。
一方、特別な存在であった桃果を高倉兄弟の両親に奪われた多蕗は、済んでしまった仕方の無いこととしていた。しかし、自分の前で高倉家への遺恨を露わにしたゆりに先んじて、苹果と陽毬を拉致し、冠葉をおびき出すという行動に出る。高倉家に「罰」を与えるとして冠葉と陽毬を脅すが、ふたりの己が身や命より家族を想う姿を目の当たりにして引き下がり、皆の前から姿を消す。
お互いの絆と想いを確かめ合った高倉兄妹と苹果だったが、陽毬を想い続ける冠葉に業を煮やした真砂子が陽毬を急襲したことにより、冠葉と陽毬が高倉家とは血の繋がりがなく、高倉三兄妹は寄せ集めの偽りの家族であったことが露になる。
剣山の消息を辿っていた多蕗は、剣山の名札を着けた死体を冠葉の出入りしていた廃屋で発見し、後を追ってきたゆりを庇って、ゆりの情人であった結城に刺されてしまう。そして高倉兄弟は、薬の継続使用による有効性の低下から陽毬の余命がわずかであることを眞悧から宣告される。冠葉は陽毬を救おうとするあまり、眞悧の企みに絡めとられ「企鵝の会」により深入りし、剣山と千江美の嘗ての活動を引き継ぐ計画へと動きだす。そんな冠葉と晶馬は決裂し、陽毬も冠葉を止めようと高倉家を出、高倉兄妹はバラバラになる。
陽毬は冠葉のために自らの死を受け入れようと倒れて、真砂子も命掛けで冠葉を制止するが、あくまで陽毬を救おうとする冠葉は眞悧とともに世界の破壊へと突き進む。実は16年前の地下鉄事件での主犯であり、今も呪いとして現実に顕現して、改めて世界の破壊を目論む眞悧の懼れるものは、16年前の犯行の完遂を阻んだ桃果の残した運命を乗り換えることの出来る日記と、その妹の苹果であった。ゆりは持っていた運命日記を、多蕗が一命を取り留めた後に苹果に返しており、苹果は陽毬の救命のために日記を使おうとしていた。眞悧は冠葉を差し向けて、分かれていた日記を集め、苹果の眼前で抹消してしまう。
病院に搬送された陽毬の身柄を目前で冠葉によって奪取され消沈する晶馬に、晶馬と冠葉で運命を変えるようにと桃果の声が届く。晶馬と、眞悧の去り際の言葉を聞いた苹果は、世界の破壊の準備を施した冠葉と眞悧の待ち受ける運命の列車に乗り込んだ。列車で対峙する面々。止めることの出来ない事態に成す術のない晶馬だったが、高倉家での兄妹3人での暮らしを痛みと愛おしみを以って思い辿る陽毬の言葉を聞き、兄妹で愛と罰を分け合おうと、冠葉から分け与えられたものを自身から取り出し、陽毬の手を通して冠葉に与え返す。それは10年前、冠葉と晶馬が向かい合う檻に閉じ込められ食べ物も無く放置され、2人して死に瀕した際に冠葉が晶馬に分けてくれた運命の果実、分け合った半分の林檎、「これがピングドラム」と陽毬が言う。そして苹果は、自分自身を代償にすることを覚悟した上で呪文として思い当たる言葉を叫ぶ。その呪文は、冠葉が晶馬を救ったときに言った言葉、晶馬が陽毬を救ったときに言った言葉、陽毬が友人であるダブルHの2人に、大切な言葉として伝えていたことで苹果が知った言葉「運命の果実を一緒に食べよう」であった。
運命の乗換えが始まり、冠葉は「本当の光」を手に入れたと語り、陽毬の体を列車のシートに運び、砕け散りながら消えていった。苹果の身を包んだ呪いの炎は、苹果を抱きしめた晶馬に移り、苹果に愛を告げて晶馬は消えてしまう。世界の破壊が再び阻まれると、桃果は眞悧に別れを告げ、彼1人を残し、2つのペンギン帽と共にいずこかへと去っていった。運命の乗り換えが終った後の世界の列車の中には、乗客達が騒ぐ中、陽毬と苹果だけが寄り添うように倒れていた。
運命の乗り換えられた世界では、多蕗とゆりが世界に残された意味を見出し手を取り合っていた。同じ電車で同時に倒れていたことを切っ掛けに友達同士になった陽毬と苹果、健康なマリオと暮らす真砂子に高倉冠葉と晶馬の記憶は無く、彼女たちの生活には、2人は元から存在していないものとなっていた。ただ額の傷やメモ片、夢の中に縁を残すのみだった。
陽毬と苹果が共に昼食を取っていたこの世界の陽毬の小さな一軒家の前を、冠葉と晶馬の髪色と声をした2人の子供が語らいながら通り過ぎ、その後を4匹のペンギンたちが着いていき、どこかへと歩き去っていった。

## 登場キャラクター
- 出典 - [35][36]

### 主要キャラクター
高倉 冠葉（たかくら かんば）
声 - 木村昴
高倉家の長男で、晶馬と陽毬の兄。1995年3月20日生まれの16歳。都立外苑西高等学校2年生。緑色の瞳を持つ赤みがかった髪の少年。好物はロールキャベツ。美形で活発な性格から女性に人気があり、次々と恋人を乗り換えているが、本当は陽毬を一人の異性として愛している。
家族に対して献身的で、特に陽毬を救うためなら自己犠牲も厭わないが、裏では「企鵝の会」と関わっており、家や陽毬の治療に必要な大金をその報酬で賄っている。活動については妹や弟には話していないこともあり、晶馬には女遊びに忙しいと思われていたが、彼にこのことを知られてからは、対立する。「未来が予め決められているのであれば、自分たちに産まれた意味があるのだろうか」と自問し、「運命という言葉が嫌いだ」と独白している。
実は夏芽家の出身で、真砂子とは本当の双子の兄妹、マリオは実弟にあたる。「企鵝の会」の父について夏芽家を出て、実父の死後、同志である高倉家に迎え入れられた。
ペンギン1号
声 - 木村昴
冠葉のパートナーで、キリッとした三本眉毛と頬の絆創膏が特徴的な雄。人間の女性への関心が強く、スカートの中を覗き込んだり、エロ本を観賞したり、女性用の下着を集めたりしている。エスメラルダには好意を押し付けられている。怪我をしていることが多い。鳴き声は「ギュウ」。
高倉 晶馬（たかくら しょうま）
声 - 木村良平
高倉家の次男で唯一の実子。冠葉の弟で陽毬の兄となっている。1995年3月20日生まれの16歳で都立外苑西高等学校2年生。緑色の瞳を持つ青みがかった髪の少年。妹の陽毬を大切にしている。登場しても顔が見える描写がされない山下洋介（やました ようすけ）という級友がいる。
家では家事を担当しており、普段は穏やかな性格だが、家族に関わることには感情的になることもある。兄・冠葉のことは信頼しているが、女性関係には呆れている。プリンセスに不満を持っている晶馬は彼女が現れる度に抗議や不満をぶちまけ、多くの場合、ペンギン2号の手で穴に落され強制退出となる。
家族の不幸を目の当たりにすると、「自分に課せられた罰だ」と口にし、自身に降りかかる事象に対しては受動的である。「未来が予め決められているのであれば、自分たちに産まれた意味があるのだろうか」と自問し、冠葉と同じく「運命という言葉が嫌いだ」と独白している。また、16年前の事件を起こした両親に対しては、「不幸の元凶」として愛憎半ばの想いでいる。
ペンギン2号
声 - 木村良平
晶馬のパートナーであるオス。ゴキブリを見かけると片手に殺虫剤が出現し、ゴキブリ駆除に余念がない。食べ物に関心が強く料理を手伝うこともある。また、抱卵嚢のような部位に加熱機能があり、ロールキャベツや肉まんなどを温めている場面もある。よく盗み食いをしていて、それでトラブルを起こすこともある。鳴き声は「キュッ」。
高倉 陽毬（たかくら ひまり）
声 - 荒川美穂
高倉家の長女で末子、冠葉と晶馬の妹。小学5年生の時に通学を止めており、それから3年が経っている。深紫色の瞳と淡い栗毛色のロングヘア、輝くほどのおでこが特徴的。性格も明るく純粋で素直。2人の兄からとても大切にされ、自身も2人の兄を慕っている。特技は編み物。牛乳が苦手。小学生の頃は同級生のヒバリ、光莉と共にアイドル歌手を目指していた。
現代医療では治せない難病を患い、担当医師の鷲塚（わしづか）からは「余命わずか」と診断されていた。一時帰宅療養中に倒れた陽毬は、救急搬送も空しく息を引き取ってしまうが、悲嘆に暮れる2人の兄の眼前で、ペンギン帽を被って「生存戦略!」の掛け声と共に突如蘇生し、病状も回復した。以来、彼女がペンギン帽を被った時は別人格・プリンセス・オブ・ザ・クリスタルが決まって現れるようになり、瞳も桃色に変わる。ただし、陽毬自身はプリンセスになった時の記憶がない。
蘇生して以降の陽毬は医学的には健康体となったが、彼女の命はペンギン帽の秘めた力と冠葉の命の一部によって与えられた一時的なものであるため、ペンギン帽が手元から離れたり、分け与えられた命が尽きたりすると、生命活動が停止する。
実は高倉家と血の繋がりはなく、10年前に実母に見捨てられた所を、晶馬に救われ高倉家の一員となった。
プリンセス・オブ・ザ・クリスタル 
陽毬がペンギン帽を被っている時に出現する謎の別人格。一人称は「わらわ」。主人公たちを引き込むイリュージョン空間では、テディドラムの胴体部分から「イマージーン！」の掛け声と共にドレスアップして現れ、締めの決めセリフは「生存戦略、しましょうか」。性格は陽毬と異なり、高慢に振る舞い、時には暴言や毒舌を放つ。高倉兄弟はペンギン帽が陽毬を操っていると考えている。プリンセスは、それが何であるか説き明かすこと無く「ピングドラム」なるものを手に入れるよう、高倉兄弟に命じた。加えて、冠葉から命の一部を抜き取り、陽毬へ移し替えることで彼女を延命させた。
延命がつきて、途中退場したままになり、桃果とペンギン帽子の関わりについては、描写されたものの、その正体については謎のままに終わった。
ペンギン3号
声 - 荒川美穂
陽毬のパートナーである。雌。陽毬からは「3（サン）ちゃん」と呼ばれて可愛がられている。赤いリボンとまつげが特徴。編み物が得意でおしゃれにも興味があり、作中でも度々カツラをかぶり、櫛で髪をすく姿が見受けられる。鳴き声は「キュッキュッ」。
荻野目 苹果（おぎのめ りんご）
声 - 三宅麻理恵
晶馬が陽毬を救うために深く関わることになった少女。高倉兄弟と同じ1995年3月20日生まれの16歳。茶髪のボブカットで、オレンジがかった茶色の瞳をしている。興味があることには視線をそらさない、照れると前髪を弄るなどの癖がある。櫻花御苑女子高等学校2年生。得意料理および好物はカレー。学校での友人には藤代万里（ふじしろ まり）と、ガングロで長髪の柏木雪菜（かしわぎ ゆきな）がいる。冠葉がハッキングしたデータによると学校での評価は成績・人格共に優れているとされているが、精神的に不安定な面を持ち、人目もはばからず夢想に耽ったり、感情を爆発させたりすることもある。目的のためなら手段を選ばず、行動力もある。
両親が離婚して家族が崩壊したことを憂い、自分が姉の桃果になれば家族が元に戻ると考え、姉の遺した日記に書かれている事柄をなぞることで運命を変えようと目論み、「プロジェクトM（マタニティー大作戦）」として、姉の想い人であった桂樹をストーキングしていたが、実父の再婚、計画の頓挫、日記の喪失といった出来事を経て「プロジェクトM」実行への執着を失くし、晶馬への想いに気付いて打ち明ける。
口癖は「デスティニー」。「運命の出会いがあるから、運命という言葉が好き」だと独白している。名前の「苹果」はリンゴの中国語表記漢字で発音は「ピングォ」になる。
多蕗 桂樹（たぶき けいじゅ）
声 - 石田彰
高倉兄弟の担任教師。桃果とは幼馴染で、苹果の家族とは子供の頃からの付き合いがある。苹果に思いを寄せられストーキングされているが、全く気付いていない。趣味は野鳥観察。好物はモンブラン。親指を除く手の4本の指の根元に線状痕がある。
高倉家の近くのアパートに住んでいたが、同級生のゆりと婚約発表後に新居となる高級タワーマンションに引越してから結婚した。ゆりと結婚したのは、桃果への想いが通じ合う者同士としてである。
幼少時に才能溢れる異父弟が生まれたことで、ピアノと才能ある者しか愛さない母から見捨てられることを恐れて自らの意志で手の指を潰したが、結局見捨てられてしまい、自分は存在しない方が良いと思っていた過去があるが、そんな中で自分のことを想い「必要だ」と救ってくれた桃果は、多蕗にとって今でも特別な存在である。
時籠 ゆり（ときかご ゆり）
声 - 能登麻美子
「サンシャニー歌劇団」虹組で娘役を務める人気女優。桂樹と桃果の旧友で、結婚するまでは苹果の恋敵だった。ウェーブのかかった長い金髪の美女。口癖は「ファビュラスマックス」（「Fabulous：伝説的な・信じられないほどの」と、「Max：Maximumの略、最大の･最高の」を合わせた造語）。
第7話で多蕗との婚約と歌劇団の退団を発表した後に結婚したが、その裏では劇団のパートナーの男役・結城翼とも肉体関係があった。
高名な彫刻家である父から、「醜いから愛されない」と言われ続け、精神的にも肉体的にも虐待を受けていた過去があり、「本当の自分は誰からも愛されない」という不安を抱え、確かな美しさと愛を求める心理が行動の根底にある。
小学生の時に、ありのままの自分を想って救ってくれた桃果を今も慕っており、多蕗の事は桃果との思い出を共有する者として、自身から家族になりたいと申し出ている。
夏芽 真砂子（なつめ まさこ）
声 - 堀江由衣
高倉兄弟と同じくピングドラムを探し求める少女。亡き祖父・左兵衛（さへえ）の跡を継いで、巨大企業「夏芽ホールディングス」社長を務め、大きな洋館で弟のマリオと暮らしている。髪は茶髪の縦ロール。口癖は「嫌だわ、早く磨り潰さないと」。高倉家同様にペンギンのエスメラルダが傍らにおり、祖父の代から夏芽家に仕える執事の連雀（れんじゃく）のみを信頼して、冠葉や陽毬の監視も任せることがある。
眞悧の「日記の呪文がマリオの命を救う」という言葉を信じて結託し、苹果の日記を手に入れる「プロジェクトM（マリオ）」を進めるが、眞悧自身には警戒している。
冠葉の実の双子の妹。幼少時は父と兄弟と共に「企鵝の会」に居たが、弟を連れて夏芽家に戻されてからは袂を分かっており、冠葉を「企鵝の会」と陽毬から解放したいと願っている。「企鵝の会」製のペンギン印の赤い弾を、特製のスリングショットや改造銃から射出し対象に命中させることで記憶の一部を消去できる。青い弾も存在し、失われた記憶を復元することができるとしているが、こちらは命中しないままに終わった。
エスメラルダ
声 - 堀江由衣
真砂子のパートナーである雌の黒いペンギン。アーモンド型の眼と左右両脇の跳ねた癖毛が特徴。ペンギン1号に自分のグラビア写真を押し付けたり強引にキスをするなど、強烈なアプローチを掛けるが、当の1号からは恐れられている。鳴き声は「キュフッ」。
夏芽 マリオ（なつめ マリオ）
声 - 荒浪和沙
真砂子の弟。眞悧のおかげで延命されていた様子が見られた。
陽毬のものとは房の色の違う、頭部に王冠のついたペンギン帽をかぶることがあり、その際には陽毬同様「生存戦略」と叫んだり、足が地上から浮遊していたりすることもある。薄い黄色系の髪をしており、瞳の色は青だが、ペンギン帽をかぶっている時には桃色をしていることがあるが、ペンギン帽との関わりについては詳細不明のままである。
荻野目 桃果（おぎのめ ももか）
声 - 豊崎愛生
苹果の姉。容姿は妹と瓜二つだが、苹果より少し長い桃色の髪に茶橙色の瞳。日記に書かれた呪文を唱えることで「運命の乗り換え」を成すことができる。1995年3月20日に「ピングフォース」が起こした事件の際に地下鉄の車内で眞悧と邂逅、「運命の乗り換え」によって眞悧を追放し犯行を止めようとするが、眞悧と相討ちになる形で彼の「呪い」の中に閉じ込められ、2つのペンギン帽を生じた。世間では日記帳だけを残して消滅、亡くなったとされている。
自らが「蠍の炎」による代償を受けようと、他人を救おうと考える慈しみを持つ少女。幼馴染だった多蕗とゆりに「生きる希望」を教えて救い出しており、彼らにとっては特別な存在だった。消えた後も荻野目家や多蕗、ゆりに、色々な影響を与えている。
渡瀬 眞悧（わたせ さねとし）
声 - 小泉豊
長い桃色の髪に、桃紅色の瞳を持つ謎の男性。口癖は「シビれるだろう？」「だよねぇ」。
中央図書館「そらの孔分室」の司書として登場。後に、再入院した陽毬の担当医として再登場し、他者の死や行動に介入・干渉しようとする。また苹果の日記の隠滅を狙っているが、自分では日記に触れることができないため、真砂子と結託し日記を追わせている。
常に穏やかな笑みを浮かべて感情の起伏を見せないが、世界全てを否定する「呪い」のメタファー的性質を持つ。常に抽象的な語り口で他者を煙に巻くような発言をする。
鷲塚の元助手であり、「ピングフォース」のリーダー。16年前の事件における真の首謀者であったが、桃果との決闘の末に相討ちとなり、桃果を「呪い」の中に閉じ込め2つのペンギン帽に分かつも、自らも「乗り換えの呪文」を受けた結果、2羽の黒いウサギを生じ、現世から消えた。表向きには計画を阻まれて彼女と共に消息を絶ち、死亡したとされているが、この世を呪う実態のない「幽霊」として「企鵝の会」を動かし、世界を破壊する計画を再び実行しようとする。
シラセ・ソウヤ
声 - 岩崎愛（シラセ）、高城元気（ソウヤ）
眞悧が助手として連れている2人の少年。いつも2人で行動しており、2人とも黒髪赤瞳で顔も瓜二つ。それぞれの差異は兎の耳のような赤い髪飾りであり、リボンが立っている方がシラセで、寝ている方がソウヤ。
正体は桃果の呪文によって眞悧から生まれた黒いウサギ。口癖は「さすがです、眞悧先生！」で、よく眞悧を褒めているが、意味深な発言をする時がある。
ダブルH / 伊空 ヒバリ（いそら ヒバリ）、歌田 光莉（うただ ひかり）
声 - 渡部優衣（ヒバリ）、三宅麻理恵（光莉）
人気のアイドル歌手コンビ。エンディングアニメーションでは陽毬と絡んでいるほか、デフォルメ・キャラクターが地下鉄の吊り広告（静止画ではなくデジタルサイネージのようにアニメーションする）に毎回登場している。長い桃髪の少女がヒバリで、長い青髪でツリ目の少女が光莉。光莉は小学校の頃は、短髪だった。
陽毬とは小学校時代の友人で、3人でトリプルHとしてアイドルデビューを目指していたが、陽毬が事情で脱落し、学校から去った2年後にダブルHとしてデビューする。
眞悧が送った陽毬お手製のマフラーを「大事な友達からの贈り物」として身に着けてTVに出演したり、陽毬が大切だと言っていた言葉をタイトルに付けた新譜を直接自分たちで届けにきたりと、今でも陽毬を大切な友人と思っている。
プリンチュペンギン
声 - 上坂すみれ
劇場アニメに登場。冠葉と晶馬が出会った赤子のペンギン。

### 主要人物の家族と友人
高倉 剣山（たかくら けんざん）
声 - 子安武人
高倉三兄妹の父で、「企鵝の会」の指導的幹部。家族愛と「企鵝の会」の理想に燃える熱血漢であり、実子でない陽毬や冠葉にも分け隔てない愛情を注いでいた。かつて「通り過ぎない嵐はない。でも、それを待っていては大切な人を守れない。」との言葉と行動を冠葉に示している。
桃果が犠牲になった地下鉄での事件の実行犯とされ、関与が表沙汰になった3年前から千江美と共に失踪している。
高倉 千江美（たかくら ちえみ）
声 - 井上喜久子
高倉三兄妹の母で、「企鵝の会」の指導的幹部。過去に陽毬が駄々をこねて倒してしまった姿見から陽毬をかばって、顔に一生傷の残る怪我をしている。剣山と同じく3年前から失踪している。
池部の叔父（いけべのおじ）
声 - 田中秀幸
高倉三兄妹の叔父。高倉兄妹からは「池部の叔父さん」と呼ばれている。和菓子屋「いけべ屋」を営んでおり、両親の失踪時から高倉兄妹の手助けをしているが、経済的な問題から冠葉に高倉家を売る相談を持ちかけてもいる。
小説版では、伯父という設定。
荻野目 聡（おぎのめ さとし）
声 - 立木文彦
苹果の父。妻・絵里子とは離婚しており、苹果とは設けられた面会日に会っている。苹果にとって家族の証であったペンギンのストラップを携帯電話から取り外しており、交際中の子持ちの恋人にプロポーズし、再婚した。
荻野目 絵里子（おぎのめ えりこ）
声 - 深見梨加
苹果の母。娘と2人暮らし。夫との離婚後も、娘のことを考慮して婚氏続称している。仕事が多忙で、苹果の願いや気持ちと齟齬が生じているところもある。
久宝 阿佐美（くほう あさみ）
声 - 早見沙織
雑誌『シックスティーン』の専属モデルで、冠葉の元恋人。真砂子の勧めで唯、千鶴と共に「髙倉冠葉恋愛被害者の会」を結成した。駅の下りエスカレーターで何者かに突き落とされて負傷し、見舞いに来た真砂子によって事件前後と冠葉に関する記憶を消された。

## 用語
ピングドラム
プリンセス・オブ・ザ・クリスタルが陽毬の命を長らえる条件として高倉兄弟に手に入れることを指示したアイテムだが、詳細は説明されないまま探索された。
最終的には、晶馬が自身の胸から取り出したリンゴ大の赤い球体状のもので、陽毬の手の上で半分に割られ冠葉へと渡された。
高倉家のペンギン
デフォルメされた青いペンギンのぬいぐるみのような姿をした存在で、ペンギンと呼ばれている。冷凍宅配便に詰められて高倉家に届けられ、冠葉のアイデアにより、背中に番号を書き込まれて区別されている。高倉兄妹にしか視認されないが、実体があることを示す描写がされている。プリンセス・オブ・ザ・クリスタルに従属している。
各々に個性があり、さらに対応するパートナーと同じ嗜好や行動を執ったり、負傷や生命の状態が連動していたりと、強い結びつきがある。この特性は真砂子のエスメラルダも同様である。
ペンギン帽
ペンギンの顔の両脇に長い房飾りが付いている帽子。桃果が眞悧の「呪い」の中に閉じ込められた末に、身体を2つに分けられ変えられたもので、陽毬とマリオが所持する。陽毬が持っているのは水族館で購入した物で、彼女の別人格「プリンセス・オブ・ザ・クリスタル」はこれを被っている時に現れる。マリオの帽子は陽毬のものとは房の色が違っている。眞悧は陽毬に「運命の花嫁に捧げる花冠」と説明している。
テディドラム
プリンセス・オブ・ザ・クリスタルがドレスアップして出現するとき、その舞台となるイリュージョン空間で乗り物あるいは座所として現れる、熊の形をした巨大ロボット。筒状のロケットが発射されて開くと、内包された籠状の檻の中から現れる。白色と暗色の2体があり、対峙する位置でいくつか変形の行程を経た後、両者は連結する。白いテディドラムの胴体が開くと中からプリンセスが現れ、暗色のテディドラムには強制的に呼び出された高倉兄弟や他の人物がプリンセスと対面させられる。暗色のテディドラムには落とし穴の仕掛けがあり、プリンセスの意に沿わない言動をした者などが強制退去させられる場所になっている。
終盤での眞悧の「企鵝の会」における再計画の企みにおいては、ぬいぐるみ大の暗色のテディドラムが多数用意された。
運命日記
姿を消した桃果の日記帳。姉の遺品として苹果が所持していた。ピンク色で表紙には竜宮城、裏表紙にはウミガメのイラストが描かれている。「運命日記」とは苹果の言。高倉兄弟はこれがピングドラムと思っているが、プリンセスは問われても明確な返答をしていない。紆余曲折あって、日記帳は半分に裂かれ、前半分は真砂子が、後半分はゆりが持ち去っていたが、眞悧と冠葉の手で完全に消滅してしまった。
桃果は、自身による代償と引き換えに、日記に書かれた呪文を唱えて、神様にお願いすることで、運命の「乗り換え」ができると語っており、桃果とゆりの間では、ゆりのために乗り換えをしたと認識されている。
TSM荻窪線
TSMはTokyo Sky Metroの略で、「新生東京のシンボル」とも言われる懸垂式の地下鉄。荻窪線は登場人物たちの家や学校や事件の起る場所が沿線各所にある。駅名および路線は東京メトロ丸ノ内線とほぼ重なっている。第13話で開通10周年を迎えた。ダブルHによる吊り広告「本日の標語」は、各回の内容に関連している。この路線を表すロゴマークがオープニングにも表示されている。
高倉家
高倉三兄妹が3人だけで住む東京都杉並区荻窪5丁目にある小さな一軒家。壁面はカラフルなトタン板で覆われているが、これは、両親が失踪したことを悲しんでいた陽毬を元気づけるために、冠葉と晶馬が陽毬の好きな既製品の人形の家を模してリフォームしたためである。すぐ隣は動物の遊具が設置されている小さな公園になっている。最寄り駅は荻窪駅でTSM荻窪線とJ-ARS線が乗り入れている。
中央図書館 そらの孔分室（ちゅうおうとしょかん そらのあなぶんしつ）
第9話で陽毬が夢の中で見た不思議な図書館。水族館の地下61階に普段利用している中央図書館があり、その奥の、数字が32まである15パズルを模した扉から転送される。眞悧によると、運命に選ばれた人しか入れない特別な場所。陽毬が訪れた時は、彼女が中央図書館で借りようとしていた『かえるくん、東京を救う』と類似した『カエル君○○を救う』という題の本が無数に並んでいる。
運命の至る場所
プリンセスと眞悧が、そこから「来た」と語った場所。作中では終着駅であるかのような駅名標の描写があり、隣の駅名は「生存戦略」。
企鵝の会（きがのかい）
表のPingroup inc,（ピングループ）と、裏のKIGAと2つの顔を持つ犯罪組織。街中の各所で見られる丸顔のペンギンマークはPingroup inc,のもので、真砂子のスリングショット弾や冠葉が受け取る現金封筒、5話の剣山のジャケットなどに描かれていた斜めに白黒で塗り分けられた丸顔のペンギンマークはKIGAのものである。構成員は黒ずくめの服を着ている。
以前の名称は「ピングフォース」で、ロゴマークは、真っ黒いペンギンのマークであった。ピングフォース時代はマークの入ったオレンジ色の作業服を制服としていた。ピングフォース時代のリーダー・眞悧は桃果と相打ちとなる形で現実世界から消えているが、「企鵝の会」も眞悧の意志により世界の破壊を目的に動いている。
「企鵝」とは、ペンギンの漢字和名のひとつ。
こどもブロイラー
世界から捨てられた子供たちが集められる施設で、複数の大きな換気扇が回転している。ここに集められた子供は、ベルトコンベアに乗せられ、巨大なシュレッダーで粉々に砕かれて処分され、「透明な存在」となり、この世から消えてしまうと言われている。剣山は、不適切な施設と評価しているが、実在や社会との関わりについての詳細は不明である。「回想」の表示板では「子どもブロイラー」と表記される。
過去に陽毬と多蕗がここに居たことがあるが、それぞれ晶馬と桃果に選ばれたことで救われている。
1995年3月20日
高倉兄弟、苹果、真砂子の4人の誕生日であるほか、眞悧主導の「地下鉄テロ事件」の起きた日でもあり、事件被害者として桃果の命日にも重なっている。作中画面でも「95」という数字が度々表示されている。1995年3月20日は日本で地下鉄サリン事件が発生した日時と完全に一致しており、作中に登場する「TSM荻窪線」のモデルとなった東京メトロ丸ノ内線も、当日のオウム真理教による無差別テロの標的となっている。そのため、現実での地下鉄サリン事件が同作品のモチーフの一つになっているのではないかと指摘する評論もある。

## スタッフ
- 原作 - イクニチャウダー[43]
- 監督 - 幾原邦彦[44]
- キャラクター原案 - 星野リリィ[43]
- シリーズ構成 - 幾原邦彦[44]、伊神貴世[44]
- 脚本 - 幾原邦彦、伊神貴世、金子伸吾・古川知宏（第16話）
- キャラクターデザイン・総作画監督 - 西位輝実[44]
- コンセプトデザイン - 中村章子、柴田勝紀
- アイコンデザイン - 越阪部ワタル[43]
- 色彩設計 - 辻田邦夫[43]
- 美術 - 秋山健太郎[43]、中村千恵子[43]
- 編集 - 西山茂[43]
- 音響監督 - 幾原邦彦[43]、山田陽[43]
- 音楽 - 橋本由香利[43]
- 音楽制作 - スターチャイルドレコード[43]
- チーフディレクター - 中村章子[43]
- プロデューサー - 池田慎一、丸山博雄
- アニメーションプロデューサー - 常葉みどり
- アニメーション制作 - Brain's Base[44]
- 製作 - ピングループ、MBS

## 主題歌
- 出典 - [45][46][47]

|                    | 曲名                       | 歌唱                                         | 作詞               | 作曲       | 編曲       | 使用エピソード       | 補足            |
| ------------------ | -------------------------- | -------------------------------------------- | ------------------ | ---------- | ---------- | -------------------- | --------------- |
| オープニングテーマ | ノルニル                   | やくしまるえつこメトロオーケストラ           | ティカ･α           | ティカ･α   | 江藤直子   | 1 - 14               | [ 注 3 ] [ 48 ] |
| オープニングテーマ | 少年よ我に帰れ             | やくしまるえつこメトロオーケストラ           | ティカ･α           | ティカ･α   | 近藤研二   | 15 - 23              | [ 注 3 ] [ 48 ] |
| エンディングテーマ | DEAR FUTURE                | coaltar of the deepers                       | 岩里祐穂           | NARASAKI   | NARASAKI   | 1 - 9                |                 |
| エンディングテーマ | DEAR FUTURE feat.Yui Horie | 堀江由衣                                     | 岩里祐穂           | NARASAKI   | WATCHMAN   | 10                   |                 |
| エンディングテーマ | 灰色の水曜日               | トリプルH                                    | 石橋凌・白浜久     | 白浜久     | 橋本由香利 | 13, 15, 18           | [ 注 4 ]        |
| エンディングテーマ | BAD NEWS（黒い予感）       | トリプルH                                    | 石橋凌             | 田中一郎   | 橋本由香利 | 14, 17               | [ 注 4 ]        |
| エンディングテーマ | イカレちまったぜ!!         | トリプルH                                    | 石橋凌             | 田中一郎   | 橋本由香利 | 16                   | [ 注 4 ]        |
| エンディングテーマ | HIDE and SEEK              | トリプルH                                    | 白浜久             | 白浜久     | 橋本由香利 | 19                   | [ 注 5 ] [ 46 ] |
| エンディングテーマ | Private Girl               | トリプルH                                    | 石橋凌・白浜久     | 白浜久     | 橋本由香利 | 20                   | [ 注 4 ]        |
| エンディングテーマ | 魂こがして                 | トリプルH                                    | 石橋凌             | 石橋凌     | 橋本由香利 | 21                   | [ 注 4 ]        |
| エンディングテーマ | 朝のかげりの中で           | トリプルH                                    | 石橋凌             | 白浜久     | 橋本由香利 | 22                   | [ 注 4 ]        |
| エンディングテーマ | HEROES 〜英雄たち          | トリプルH                                    | 白浜久             | 白浜久     | 橋本由香利 | 23                   | [ 注 4 ]        |
| 挿入歌             | ROCK OVER JAPAN            | トリプルH                                    | 石橋凌             | 白浜久     | 橋本由香利 | 1 - 3, 5 - 7, 16, 17 | [ 注 4 ]        |
| 挿入歌             | ダディーズ・シューズ       | トリプルH                                    | 石橋凌             | 石橋凌     | 橋本由香利 | 5                    | [ 注 4 ]        |
| 挿入歌             | あなた                     | 多蕗桂樹（石田彰）、荻野目苹果（三宅麻理恵） | 小坂明子           | 小坂明子   | 橋本由香利 | 6                    |                 |
| 挿入歌             | Mの悲劇                    | 時籠ゆり（能登麻美子）                       | 幾原邦彦、伊神貴世 | 橋本由香利 | 橋本由香利 | 7                    |                 |

## 各話リスト
各話のサブタイトルは、エンディング開始時に表示される。
| 話数         | サブタイトル               | 絵コンテ                                       | 演出                          | 作画監督                                      | 初放送日        |
| ------------ | -------------------------- | ---------------------------------------------- | ----------------------------- | --------------------------------------------- | --------------- |
| 1ST STATION  | 運命のベルが鳴る           | 幾原邦彦                                       | 中村章子                      | 西位輝実                                      | 2011年 07月08日 |
| 2ND STATION  | 危険な生存戦略             | 山崎みつえ                                     | 山崎みつえ                    | 加々美高浩、蒲原遙                            | 07月15日        |
| 3RD STATION  | そして華麗に私を食べて…    | 柴田勝紀                                       | 柴田勝紀                      | 中村深雪                                      | 07月22日        |
| 4TH STATION  | 舞い落ちる姫君             | 金子伸吾                                       | 金子伸吾                      | 田村正文、進藤優                              | 07月29日        |
| 5TH STATION  | だから僕はそれをするのさ   | 幾原邦彦                                       | そ〜とめこういちろう          | 馬場充子、西位輝実                            | 08月05日        |
| 6TH STATION  | Mでつながる私とあなた      | 山崎みつえ                                     | 山崎みつえ                    | いしかわともみ                                | 08月19日        |
| 7TH STATION  | タマホマレする女           | 松本淳                                         | 市村徹夫                      | 薗部あい子、加々美高浩                        | 08月26日        |
| 8TH STATION  | 君の恋が嘘でも僕は         | 中村章子                                       | 福島利規                      | 田村正文、進藤優                              | 09月02日        |
| 9TH STATION  | 氷の世界                   | 武内宣之                                       | 武内宣之                      | 武内宣之                                      | 09月09日        |
| 10TH STATION | だって好きだから           | 後藤圭二                                       | 後藤圭二                      | 後藤圭二                                      | 09月16日        |
| 11TH STATION | ようやく君は気がついたのさ | 幾原邦彦、金子伸吾 山崎みつえ                  | 山崎みつえ                    | 中村深雪、西位輝実                            | 09月23日        |
| 12TH STATION | 僕たちを巡る輪             | 幾原邦彦、柴田勝紀                             | 柴田勝紀                      | 馬場充子、加々美高浩 中村章子                 | 09月30日        |
| 13TH STATION | 僕と君の罪と罰             | 幾原邦彦、古川知宏                             | 市村徹夫                      | 西位輝実                                      | 10月07日        |
| 14TH STATION | 嘘つき姫                   | 幾原邦彦、山崎みつえ                           | 山崎みつえ                    | 石井久美、中村深雪                            | 10月14日        |
| 15TH STATION | 世界を救う者               | 幾原邦彦、柴田勝紀                             | 柴田勝紀                      | 楠本祐子、進藤優                              | 10月21日        |
| 16TH STATION | 死なない男                 | 幾原邦彦、金子伸吾 古川知宏                    | 金子伸吾                      | いしかわともみ、加々美高浩                    | 10月28日        |
| 17TH STATION | 許されざる者               | 幾原邦彦、中村章子 相澤昌弘                    | 中村章子、相澤昌弘            | 中村章子、相澤昌弘                            | 11月04日        |
| 18TH STATION | だから私のためにいてほしい | 山内重保                                       | 山内重保                      | 西位輝実                                      | 11月11日        |
| 19TH STATION | 私の運命の人               | 後藤圭二                                       | 後藤圭二                      | 後藤圭二、石井久美                            | 11月18日        |
| 20TH STATION | 選んでくれてありがとう     | 林明美                                         | 林明美                        | 林明美、桑名郁朗 楠本祐子                     | 11月25日        |
| 21ST STATION | 僕たちが選ぶ運命のドア     | 幾原邦彦、古川知宏 山崎みつえ                  | 山崎みつえ                    | 中村深雪、進藤優                              | 12月02日        |
| 22ND STATION | 美しい棺                   | 幾原邦彦、古川知宏 山崎みつえ、中村章子        | 市村徹夫                      | 加々美高浩、いしかわともみ 中村章子、中村深雪 | 12月09日        |
| 23RD STATION | 運命の至る場所             | 幾原邦彦、相澤昌弘 中村章子、古川知宏 柴田勝紀 | 相澤昌弘、中村章子 金子伸吾   | 相澤昌弘、石井久美 西位輝実、馬場充子         | 12月16日        |
| 24TH STATION | 愛してる                   | 幾原邦彦、山崎みつえ 中村章子、古川知宏        | 幾原邦彦、山崎みつえ 中村章子 | 西位輝実、進藤優 中村章子                     | 12月23日        |

## 放送局
| 放送期間                                        | 放送時間                                                  | 放送局     | 対象地域   | 備考                                 |
| ----------------------------------------------- | --------------------------------------------------------- | ---------- | ---------- | ------------------------------------ |
| 2011年7月8日 - 9月30日 2011年10月7日 - 12月23日 | 金曜 2:10 - 2:40（木曜深夜） 金曜 2:00 - 2:30（木曜深夜） | 毎日放送   | 近畿広域圏 | 製作局 / 初回は金曜2:25 - 2:55に放送 |
| 2011年7月9日 - 12月24日                         | 土曜 2:25 - 2:55（金曜深夜）                              | TBSテレビ  | 関東広域圏 | 初回は2:55 - 3:25に放送              |
| 2011年7月13日 - 12月28日                        | 水曜 1:30 - 2:00（火曜深夜）                              | テレビ愛知 | 愛知県     |                                      |
| 2011年7月15日 - 12月30日                        | 金曜 23:00 - 23:30                                        | AT-X       | 日本全域   | CS放送 / リピート放送あり            |
|                                                 | 金曜 23:30 - 土曜 0:00                                    | BS11       | 日本全域   | BS放送 / 『ANIME+』枠                |

| 配信開始日    | 配信時間                   | 配信サイト         |
| ------------- | -------------------------- | ------------------ |
| 2011年7月29日 | 金曜 12:00 更新            | バンダイチャンネル |
| 2011年8月12日 | 金曜 0:30（木曜深夜） 更新 | ニコニコチャンネル |

## 関連商品

### BD / DVD
| 巻     | 発売日         | 収録話          | 規格品番      | 規格品番  |
| 巻     | 発売日         | 収録話          | BD            | DVD       |
| ------ | -------------- | --------------- | ------------- | --------- |
| 1      | 2011年10月26日 | 第1話 - 第3話   | KIXA-90132    | KIBA-1890 |
| 2      | 2011年11月23日 | 第4話 - 第6話   | KIXA-90133    | KIBA-1891 |
| 3      | 2011年12月21日 | 第7話 - 第9話   | KIXA-90134    | KIBA-1892 |
| 4      | 2012年01月25日 | 第10話 - 第12話 | KIXA-90135    | KIBA-1893 |
| 5      | 2012年02月22日 | 第13話 - 第15話 | KIXA-90136    | KIBA-1894 |
| 6      | 2012年03月28日 | 第16話 - 第18話 | KIXA-90137    | KIBA-1895 |
| 7      | 2012年04月25日 | 第19話 - 第21話 | KIXA-90138    | KIBA-1896 |
| 8      | 2012年05月23日 | 第22話 - 第24話 | KIXA-90139    | KIBA-1897 |
| BOX    | 2015年02月04日 | 全24話          | KIXA-90476    |           |
| RE:BOX | 2021年12月22日 | 全24話          | KIXA-90918/23 |           |

### CD
| タイトル                                           | 発売日         | 規格品番  | 備考               |
| -------------------------------------------------- | -------------- | --------- | ------------------ |
| 輪るピングドラム キャラクターソングアルバム「HHH」 | 2011年12月21日 | KICA-3168 | キャラクターソング |

### パチスロ
- パチスロ 輪るピングドラム（2017年3月13日導入、北電子）

## 書誌情報

### ビジュアルブック
- 星野リリィ 『輪るピングドラム 星野リリィ アートワークス』幻冬舎コミックス、2012年6月29日発売[61]、ISBN 978-4-344-82539-0
- 『Art of Penguindrum アート オブ ピングドラム』幻冬舎コミックス、2013年5月31日発売[62]、ISBN 978-4-344-82743-1

### ファンブック
- 『輪るピングドラム 試運転マニュアル 公式スターティングガイド』幻冬舎コミックス、2011年7月7日発売[63]、ISBN 978-4-344-82272-6
- 『輪るピングドラム 公式完全ガイドブック 生存戦略のすべて』幻冬舎コミックス、2012年3月28日発売[64]、ISBN 978-4-344-82436-2

### 小説
幾原邦彦・高橋慶著書の小説。カバーイラストは星野リリィ。
- 幾原邦彦・高橋慶（著） / 星野リリィ (ill) 『輪るピングドラム』幻冬舎コミックス、全3巻
  - （上） 2011年7月4日発売[66]、ISBN 978-4-344-82254-2
  - （中） 2011年10月31日発売[67]、ISBN 978-4-344-82340-2
  - （下） 2012年2月29日発売[68]、ISBN 978-4-344-82409-6

### 漫画
柴田五十鈴によるコミカライズ作品が『月刊バーズ』（旧『コミックバーズ』、幻冬舎コミックス）2013年7月号から2017年3月号まで連載された。
- イクニチャウダー（原作）・星野リリィ（キャラクター原案）・柴田五十鈴（漫画） 『輪るピングドラム』幻冬舎コミックス〈バーズコミックス〉、全5巻
  1. 2014年9月24日発売[72]、ISBN 978-4-344-83192-6
  2. 2014年12月24日発売[73]、ISBN 978-4-344-83291-6
  3. 2015年10月24日発売[74]、ISBN 978-4-344-83541-2
  4. 2016年6月24日発売[75]、ISBN 978-4-344-83733-1
  5. 2017年4月24日発売[76]、ISBN 978-4-344-83974-8

## 劇場アニメ

ロゴ

『RE:cycle of the PENGUINDRUM』は、テレビアニメ放送開始10周年記念プロジェクトの第1弾として制作された2部作のアニメーション映画。アニメーション制作はラパントラック。テレビシリーズを再構成し、新作パートが追加された内容となる。「[前編] 君の列車は生存戦略」は2022年4月29日に公開。「[後編] 僕は君を愛してる」は2022年7月22日に公開。

### スタッフ（劇場アニメ）
（出典 - ）
- 原作 - イクニチャウダー
- 監督 - 幾原邦彦
- 脚本 - 幾原邦彦、伊神貴世
- キャラクター原案 - 星野リリィ
- キャラクターデザイン - 西位輝実、川妻智美
- アイコンデザイン - 越阪部ワタル
- 美術 - 中村千恵子
- 色彩設計 - 辻田邦夫
- CGディレクター - 越田祐史
- 撮影監督 - 荻原猛夫
- 編集 - 黒澤雅之
- 音響監督 - 幾原邦彦、山田陽
- 音楽 - 橋本由香利
- 音楽制作 - キングレコード
- アニメーション制作 - ラパントラック
- 製作 - ピングローブユニオン
- 配給 - ムービック

### 主題歌（劇場アニメ）
前編挿入歌「OUR GROUND ZEROES」
作詞・作曲 - ティカ・α / 編曲 - やくしまるえつこ・山口元輝 / 歌 - やくしまるえつこメトロオーケストラ
後編主題歌「僕の存在証明」
作詞・作曲 - ティカ・α / 編曲 - やくしまるえつこ・山口元輝・小田朋美 / 歌 - やくしまるえつこメトロオーケストラ

## その他
- テレビシリーズ放映後には20代女性に人気があるとして[83]、アパレルブランドの「Innocent World」から、登場キャラクターの陽毬が着用しているブラウスとスカートのコラボレーション商品（ヒマリブラウスとヒマリスカート）も発売された[84]。
- 東京メトロ丸ノ内線の東京、銀座、赤坂見附、新宿三丁目、新宿、中野坂上の各駅ホーム正面のステーションビジョンにて番組宣伝PVが流された。日時は7月7日と8日の18時 - 23時、1日約75回[85][86][87]、7月15日と16日の18時 - 23時[88]。
- 12月23日（12月24日未明）のTBSでの最終回放映に合わせ、池袋の映画館シネマサンシャイン池袋5番館でオールナイトイベントが開催された。内容は、幾原邦彦監督とキャストの木村昴、木村良平、荒川美穂、三宅麻理恵によるトークや、既放映話のセレクト上映、および、最終回オンエア同時上映など[89]。
- SNS『Decoo』にアバターコラボレーションアイテムがガチャとして登場したり[90]、うまい棒とコラボレートしたりしている[91]。